# Jean Calvin
Jean Calvin, francoski verski reformator, teolog, utemeljitelj kalvinistične protestantske cerkve, * 10. julij 1509, Noyon, Pikardija, Kraljevina Francija, † 27. maj 1564, Ženeva, Švicarska konfederacija.  Slovel je kot eden najpomembnejših reformatorjev. Nazadnje se je naselil v Ženevi in od leta 1541 je bilo to švicarsko mesto središče njegovih teokratskih reform.

## Življenje
Jean Calvin je bil vodilna oseba pri oblikovanju sistema krščanske teologije, ki je bila pozneje poimenovan po njem, kalvinizem. Prvotno je bil izučen kot odvetnik za civilno in kanonsko pravo. Okoli leta 1530 se je pod vplivom širših reformacijskih gibanj odrekel katoliški veroizpovedi. Zaradi nasilnih vstaj proti protestantom v Franciji je pobegnil v Basel, Švico, kjer je leta 1536 izdal delo Ustanova krščanske vere (L'Institition de la religion chrétienne). Isto leto ga je najel švicarski reformator Guillaume Farel, da reformira cerkev v Ženevi. Ženevčani so pred tem izgnali iz mesta vse ne-protestante. Njunim teokratskim reformam in moralnemu rigorizmu se je uprl mestni svet, zaradi česar sta bila oba leta 1538 izgnana iz mesta. Na povabilo Martina Bucerja, se je odpravil v Strasbourg, kjer je postal duhovnik v cerkvi francoskih beguncev in se leta 1540 tudi oženil. Nadaljeval je s prizadevanji za versko reformo v Ženevi, kar mu je na koncu uspelo, zato so ga povabili, da vodi cerkveno skupnost.
Po prihodu je vpeljal nov sistem vodenja cerkve in liturgije, kljub nasprotovanju številnih močnih mestnih družin, ki so hotele omejiti njegovo moč. Pri uveljavljanju nove teokratske ureditve, ki je bdela nad moralno čistostjo someščanov, je bil zelo vztrajen. Zaradi prihoda njegovih podpornikov in novih volitev v mestnem svetu, je počasi prevzel kontrolo nad svetom in si podredil mestno aristokracijo. Leta 1553 je ukazal usmrtiti najbolj vztrajnega kritika Miguela Serveta, ki je bil naklonjen unitarijanski razlagi krščanstva in je bil kot begunec v Ženevi na begu pred inkvizicijo. V zadnjih letih svojega življenja se je ukvarjal s promocijo reformacije v Ženevi in Evropi.
Umrl je leta 1564 v Ženevi. Na koncu svojega življenja naj bi zahvalil duhovnikom, ker so »izkazali toliko časti človeku, ki si tega sploh ni zaslužil«, in jih prosil, naj mu odpustijo nepotrpežljivost in jezo, slabosti, ki sta ga ves čas spremljali. Njegovi najožji somišljeniki so se bali, da bi njegov grob postal romarski kraj, zato so ga pokopali v neoznačenem grobu.

## Kalvinizem
Reformacija je povzročila, da so posamezna mesta ali dežele razglasile svojo pripadnost bodisi katolicizmu, luteranstvu ali pa kalvinizmu, zaradi česar je Evropa postala žarišče verske neenotnosti. Reformatorji so si bili enotni, ko je šlo za kritiziranje Katoliške cerkve, drugače pa so bili med seboj v sporu. Čeprav so vsi soglašali s tem, da bi Sveto pismo moralo biti temelj krščanske vere, so bile med njihovimi nauki precejšnje razlike. Na samem začetku so se razhajali glede pomena Kristusove navzočnosti v evharistiji in Zadnje večerje, razlike med reformatorji pa so se z vključevanjem protipapeških teologij in ostankov verskih tokov preteklih krivoverstev postajale vedno bolj opazne. Sčasoma je kalvinizem razvil enega najspornejših naukov: predestinacijo.
Kalvinizem (tudi Reformirana cerkev, Reformirana vera, Reformirano krščanstvo) je ena glavnih vej protestantizma, ki se je kmalu razširila po vsej Škotski, večini Francije, Skandinavije in Nizozemske. Za to vero so značilne cerkve, ki so preproste in brez okrasja. V njih sta dovoljena le molitev in petje.

## Teologija in nauk o predestinaciji
Čeprav izučen kot odvetnik in duhovnik ter avtor dela Ustanova krščanske vere, je začetnik nove verske smeri in nauka o predestinaciji. Bog je bil za Calvina vsemogočen in svetu vlada z nujostjo. Veliko se je ukvarjal z doktrinarnimi vprašanji. Razpravljal in uvajal je nova razmišljanja v odnosu Boga in človeka in njegovi grešnosti, zaradi katerega je pridobil precej privžencev in še več sovražnikov.
Calvin je šel pri poudarjanju človeške grešnosti še dlje kot začetnik reformacije Martin Luter, saj je zatrjeval, da so človeška bitja zaradi izvirnega greha tako sprevržena, da si celo novorojenčki zaslužijo prekletstvo. Pravzaprav so bili ljudje zanj popolnoma nepomembni, razen kot sredstvo, ki ponazarja delovanje božje milosti. Bog je po Calvinu vsemogočen in vlada svetu s popolno nujnostjo. Njegovo verovanje v osrednji pomen božje volje je vplivalo tudi na njegovo razumevanje zveličanja in na njegov strogi odgovor na vprašanje zla. Četudi so se grešniki, kot pravi Calvin, upirali božji volji, niso delovali neodvisno od Njegove volje. V nekem smislu je Bog torej njihovo grešnost hotel. Ta paradoksni odnos Boga do greha je izrazil v svojem nauku o predestinaciji.
O tem, kaj sploh je predestinacija, je bilo veliko razpravljanja. Ena skupina kalvinistov je trdila, da je Bog, še preden je človek grešil, določil, da bo po Kristusu rešena le peščica izbranih, medtem ko naj bi bili vsi drugi prepuščeni svoji usodi oziroma pogubljenju. Ta skupina je torej verjela, da je Bog že vnaprej določil, kdo bo rešen, in da niso vsi ljudje enaki. Drugi kalvinisti pa so menili, da je rešitev na voljo vsemu človeštvu in da se lahko vsak posameznik sam odloči, ali jo bo sprejel. Torej so verjeli, da je rešitev odvisna od človekove svobodne volje. Kalvinizem se je še dolgo po Calvinovi smrti ubadal s temami, kot so božje določanje usode, človekova svobodna volja in enake možnosti za vse. Calvin je sprejel Luthrove elementarne verske izjave in jih vdelal v svoj regularni sistem dogmatike. S tem jim je dal šele tisto prodorno silo, ki je bila sposobna organizirati tudi velike verske skupnosti.
Tudi nauk o predestinaciji je zrasel iz Lutrovega verskega nauka, ki lastne zasluge ne dopušča in vse odrešenje pričakuje od božje milosti. Toda medtem ko je ta milost pri Lutru posledica božje ljubezni, postane pri Calvinu izraz neomejene božje mogočnosti. Od božje vladarske samovolje je odvisno, koga zavrže in koga izbere. Ta nadrejenost časti nad ljubeznijo podpira racionalno sistematiko, ki je v skladu z bistvom francoskega duha. Izhajajoč iz mogočnosti je mogoče z neusmiljeno doslednostjo izpeljati odnos Boga do človeka. 
Nemški sociolog Max Weber je v kalvinizmu prepoznal izvor ti. duha kapitalizma (nem. Geist des Kapitalismus), ki je s povezavo med željo po zveličanju in neomejeno akumulacijo kapitala botroval nastanku modernega kapitalizma.

## Institutio Christianae Religionis
Calvin je leta 1536 izdal knjigo Institutio Christianae Religionis (Ustanova krščanske vere), učbenik, ki je razlagal protestantsko vero. Naslovil jo je na francoskega kralja Franca I. v bran francoskih protestantov, kasneje znanih po imenu hugenoti. V njej je oporekal katoliškim naukom in zagovarjal Božjo vrhovnost, ki je bila samo bistvo tega, kar je verjel. V tem delu je s pomočjo petih točk postavil kalvinizem in opisal predestinacjo. Njegova knjiga pa ni posegla le v verske zadeve, ampak je vplivala tudi na razvoj francoskega jezika in literarnega sloga.